# Center for the Study of Islam and Democracy
Das Center for the Study of Islam and Democracy (CSID; „Zentrum für das Studium des Islam und der Demokratie“) wurde 1998 gegründet, es hat seinen Sitz in Washington, D.C. Sein Gründer und Präsident ist Radwan Masmoudi (geb. 1963 in Tunesien), eine Persönlichkeit des Islam in den Vereinigten Staaten.
Globalmbwatch zufolge scheint  das Zentrum in einer Kooperation zwischen der US-Muslimbruderschaft, dem US-Außenministerium und dem Akademiker John Esposito von der Georgetown University gegründet worden zu sein. Esposito, Professor für internationale Angelegenheiten und Islamische Studien an der Georgetown University in Washington, D.C., war ein in den 90er Jahren als Mitglied des US-Außenministeriums tätige Außenministeriums-Analyst. Am ACMCU beispielsweise initiierte er The Muslim 500, zu dessen Herausgebern auch Suleiman Abdallah Schleifer (Amerikanische Universität Kairo) und der türkische Präsidentenberater und SETA-Gründer Ibrahim Kalin zählen.
Zu ehemaligen CSID-Vorstandsmitgliedern zählten die beiden mit dem International Institute of Islamic Thought (IIIT) assoziierten Jamal Barzinji und Taha al-Alwani, beide hochrangige Persönlichkeiten der US-Muslimbruderschaft.